# پریا شهریاری
پریا شهریاری از سال ۱۳۹۱ رئیس بخش فوتبال ساحلی ایران شد. وی پس از ریاست این بخش با مارکو اکتاویو سرمربی برزیلی جهت حضور در ایران وارد مذاکره شد و روند موفقیت‌های فوتبال ساحلی ایران پس از حضور شهریاری در راس این رشته آغاز گردید. وی دارای مدرک فوق لیسانس مدیریت ورزشی است و همچنین نخستین و تنها مدرس ایرانی دوره‌های مدیریت فیفا نیز به شمار می‌رود. شهریاری از سال ۱۳۹۲ به عنوان معاون دبیرکل فدراسیون در امور اجرایی مشغول به فعالیت است. 
از دیگر فعالیت‌های شهریاری نظارت مسابقات بین‌المللی فوتبال، فوتسال و فوتبال ساحلی کنفدراسیون فوتبال آسیا (AFC) و فدراسیون جهانی فوتبال (FIFA) است.
از مهمترین مسابقاتی که وی نظارت آنها را برعهده داشته می‌توان به دیدار فینال مسابقات فوتبال جام ملتهای بانوان آسیا در سال ۲۰۱۸ و دیدار پایانی فوتسال المپیک جهانی جوانان در رده بانوان و دیدار رده‌بندی فوتسال المپیک جهانی جوانان مردان به میزبانی بوئنوس آیرس آرزژانتین در سال ۲۰۱۸ اشاره کرد.
پریا شهریاری تنها ناظر تاریخ فوتبال ایران است که موفق به نظارت در بازی‌های المپیک فوتبال شده است. وی درالمپیک ۲۰۲۰ توکیو پس از نظارت چند بازی ، از سوی فیفا برای نظارت بازی دو تیم آمریکا و نیوزلند انتخاب شد که به دلیل حضور دکتر جیل بایدن (بانوی اول ایالات متحده آمریکا) در ورزشگاه و تماشای این بازی از نزدیک، از حساسیت و تدابیر امنیتی خاصی برخوردار بود. 
همچنین فیفا نظارت بازی فینال فوتبال زنان المپیک توکیو ۲۰۲۰ بین تیم‌های کانادا و سوئد را به شهریاری سپرد که افتخاری بزرگ برای تنها نماینده ایرانی حاضر در مسابقات فوتبال المپیک ۲۰۲۰ بود. ضمن اینکه مسئولیت نظارت برگزاری بازی نیمه‌ نهایی فوتبال بخش آقایان المپیک ۲۰۲۰ بین دو تیم مکزیک و برزیل نیز به وی ابلاغ شد.
شهریاری همچنین در یکی از دیگر ابلاغ‌های خود پیش از این از سوی فیفا به عنوان ناظر برگزاری مسابقات جام جهانی فوتبال ساحلی ۲۰۱۹ آقایان در کشور پاراگوئه انتخاب شد ، و در پایان این رقابتها فدراسیون جهانی فوتبال (فیفا) با توجه به عملکرد شهریاری ، نظارت برگزاری دیدار پایانی را هم به وی سپرد و این نیز برای نخستین بار است که یک ایرانی نظارت دیدار فینال مسابقات جام جهانی رشته‌های فوتبالی را عهده‌دار شده‌است. 
شهریاری در اسفند ۹۹ در تیم انتخاباتی کیومرث هاشمی، رقیب شهاب‌الدین عزیزی خادم بود و در نهایت به علت شکست خوردن هاشمی، او هم از انتخاب به عنوان نایب رئیس بانوان بازماند. البته از سوی دبیرکل وقت در سمت معاون اجرایی دبیرکل ابقا شد و در نهایت تجربه کار در پست معاونت هشت دبیرکل را در کارنامه خود ثبت کرد. وی در ادامه توسط عزیزی خادم در سمت ریاست دپارتمان فوتبال ساحلی ابقا شد ، اما پس از مدتی از این سمت و همچنین عضویت از کمیته فوتبال ساحلی کنار کشید.
پریا شهریاری که ۱۹ سال در بخش‌های مختلف مدیریتی فدراسیون فوتبال حضور داشته است در حال حاضر و در جدیدترین ابلاغ مدیریتی خود «مدیر فنی و توسعه سازمان لیگ فوتبال ایران» است. https://www.isna.ir/news/1400091713306/پریا-شهریاری-مدیر-فنی-و-توسعه-سازمان-لیگ-فوتبال-شد